# باریسا
باریسا (به عربی: باریسا) یک روستا در سوریه است که در ناحیه ابوالظهور واقع شده‌است. باریسا ۷۱۴ نفر جمعیت دارد.